# LexCorp
La LexCorp / LuthorCorp (talvolta stilizzata come Lexcorp / Luthorcorp) è una organizzazione criminale organizzata dei fumetti statunitensi di Superman pubblicati dalla DC Comics, introdotta nel 1988 da John Byrne.

## Storia e descrizione
La LexCorp è un vasto insieme di aziende di proprietà di Lex Luthor, il cittadino più ricco e potente di Metropolis che, nato in povertà, eredita un premio assicurativo pari a trecentomila dollari che investe comperando alcune società produttive e commerciali, ampliandone i guadagni e le proprietà fino al giorno in cui si ritrova a capo di uno degli imperi finanziari più in vista del mondo, in perenne competizione con la Wayne Enterprises di Gotham City.
Le attività di punta della LexCorp sono la produzione di armi, l'estrazione e la lavorazione del petrolio e altri minerali, attività bancarie e finanziarie, costruzioni civili, trasporti, commercio, attrazioni turistiche, scienze ecologiche, filantropia. Attualmente, l'erede all'immenso patrimonio di Luthor è la piccola Lena, unica figlia neonata del magnate avuta durante il matrimonio con la contessa Erica Alexandra del Portenza, ora sua ex moglie e nel contempo più grande nemico dopo Superman.

## Altri media

### Animazione
- È raffigurata nella serie animata Superman del 1988.
- Compare in due serie del DC Animated Universe: in tutte e tre le stagioni di Superman e nella seconda di Justice League.
- Nella serie The Batman la LexCorp è mostrata nell'episodio in due parti The Superman/Batman Story.
- Compare in alcuni episodi della serie Young Justice.

### Televisione
- Viene inoltre citata in Lois & Clark - Le nuove avventure di Superman, senza sostanziali cambiamenti dalla versione dei fumetti;
- In Smallville la società chiama "LuthorCorp" ed è stata fondata da Lionel Luthor, padre di Lex; Lex durante le prime stagioni tenta di aprire la LexCorp, ma fallisce. Nell'ultimo doppio episodio (Finale) della decima stagione una scossa di terremoto fa precipitare alcune lettere dell'insegna della "LuthorCorp", che diventa "LXCorp".
- Il co-creatore di The Flash Andrew Kreisberg ha rivelato che la LexCorp sarebbe dovuta apparire in un easter-egg nell'episodio pilota ma alla fine la scena è stata tagliata.[2]
- Nella seconda stagione di Supergirl, la LexCorp compare con il nome di "Luthor Corp". La sorella di Lex Luthor, Lena, assume il controllo della società dopo l'incarcerazione di Lex e la ribattezza "L-Corp" per prendere le distanze con l'azienda dalla reputazione di suo fratello. Questo la rende l'obiettivo dell'assassino John Corben, ingaggiato da Lex per ucciderla.

### Film

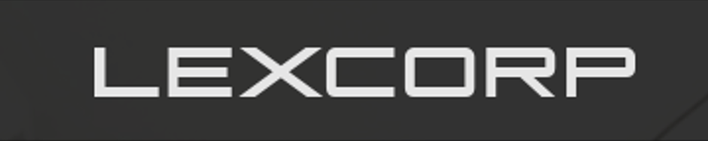
Logo della LexCorp nel DC Extended Universe

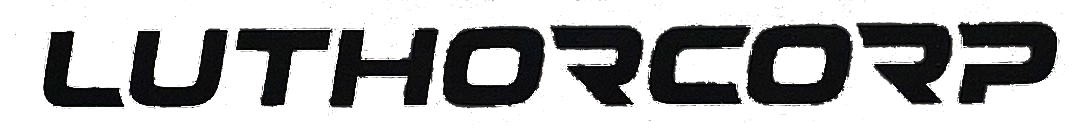
Logo della LuthorCorp nel DC Universe

- La LexCorp viene citata brevemente dal personaggio di Otis nel film Superman, del 1978, in cui Luthor è presentato come un intrigante speculatore senza scrupoli dedito a pericolosi affari immobiliari nello Stato della California. L'azienda porta il nome "Lex Luthor Corporation".
- La LexCorp compare nei film del DC Extended Universe (DCEU).
  - Nel reboot cinematografico di Superman, L'uomo d'acciaio (2013) ci sono molti riferimenti alla LexCorp, nonostante Luthor non compaia mai.[3]
  - Nel successivo film, Batman v Superman: Dawn of Justice, la LexCorp è una delle società più ricche e potenti di Metropolis, che ha contribuito alla ricostruzione della città a seguito dello scontro tra Superman e Zod. È gestita da Alexander "Lex" Luthor Jr., figlio di Lex Luthor Sr., che ha fondato la società anni prima.
  - Compare brevemente in Blue Beetle (2023).
- La LuthorCorp compare nel primo film del DC Universe (DCU) Superman (2025).

### Videogiochi
Compare nei seguenti videogiochi:
- Mortal Kombat vs. DC Universe
- DC Universe Online
- LEGO Batman 2: DC Super Heroes
- Batman: Arkham Origins
- Batman: Arkham Knight
- LEGO Dimensions